# Strykning

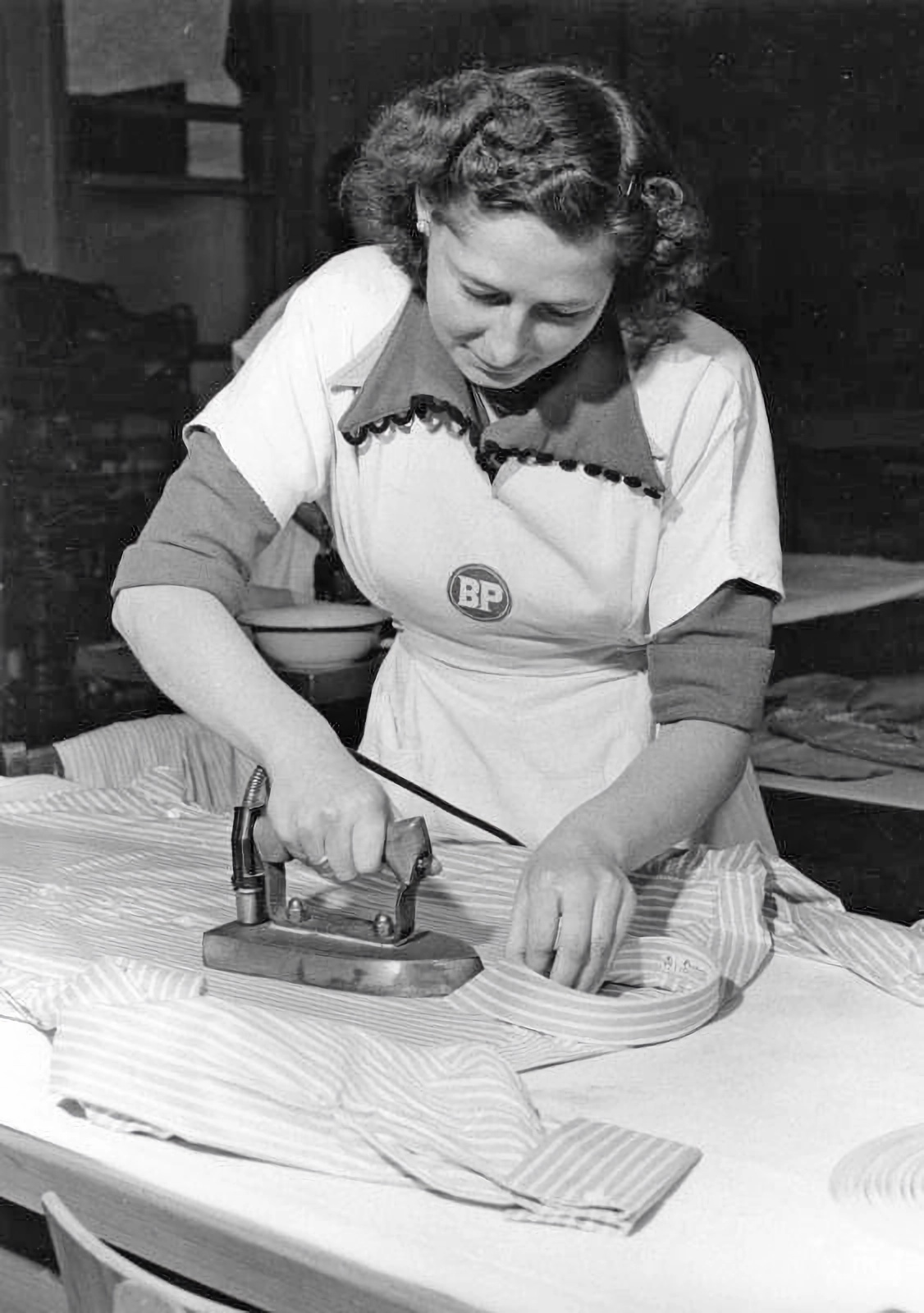
Kvinna som stryker.

Strykning är en metod för att göra hemtextilier och kläder släta med strykjärn eller pressjärn då mangling inte är tillämpligt. 

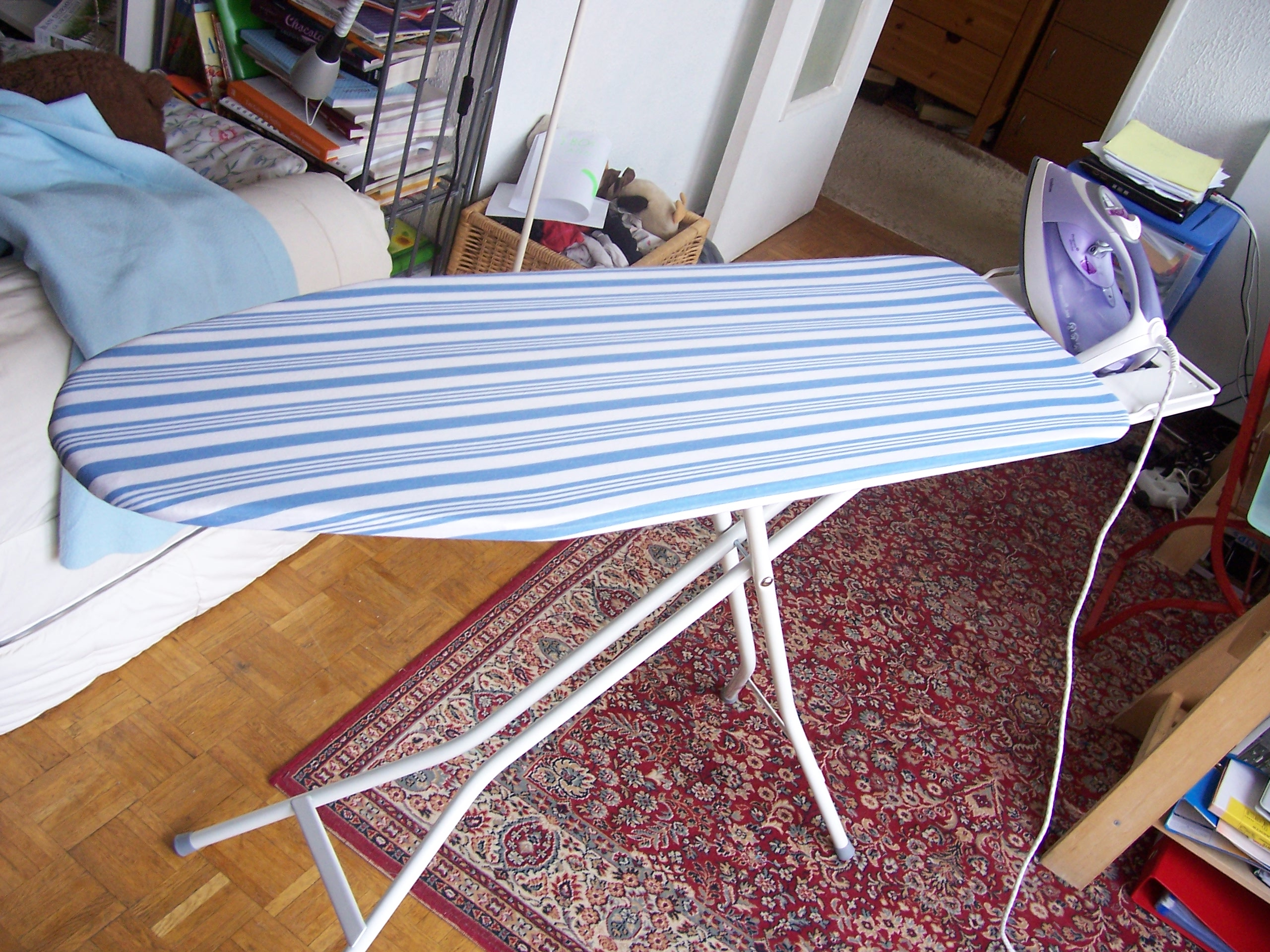
En strykbräda.

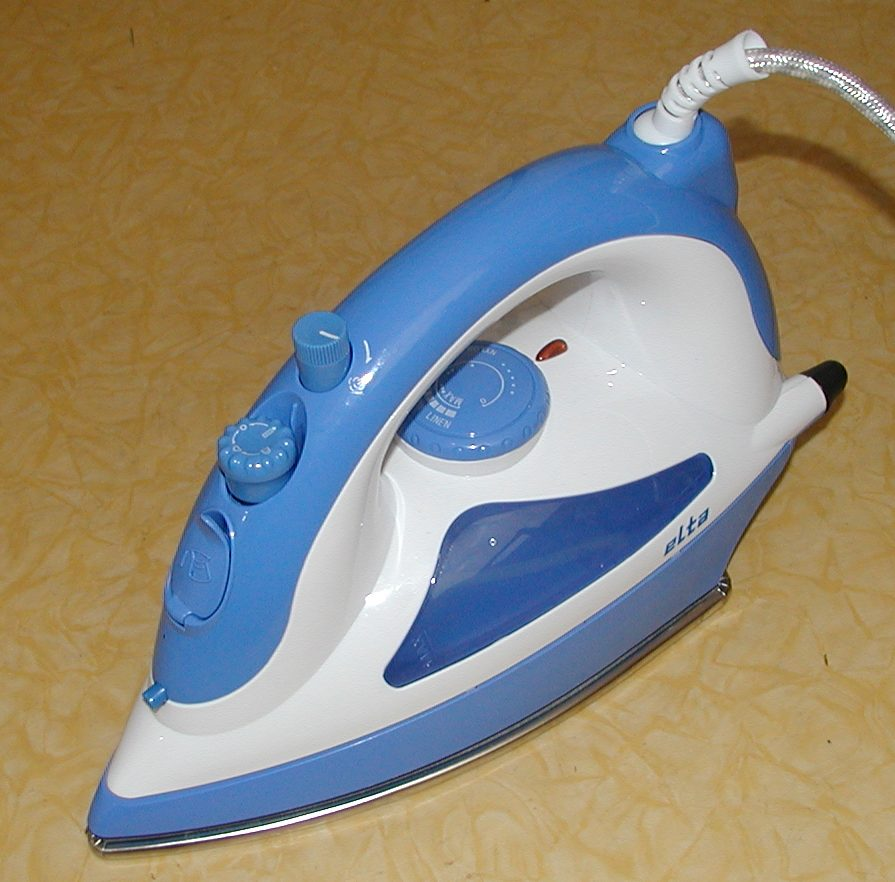
Ett strykjärn.

## Rekommenderade strykjärnstemperaturer
| Textil        | Temperatur | Prickvärde |
| ------------- | ---------- | ---------- |
| Toile         | 240 °C     |            |
| Triacetat     | 200 °C     |            |
| Bomull        | 204 °C     | * * *      |
| Linne         |            | * * *      |
| Viskos/Rayon  | 190 °C     | * *        |
| Ull           | 148 °C     | * *        |
| Polyester     | 148 °C     | *          |
| Silke         | 148 °C     | *          |
| Siden         |            | *          |
| Sympatex      |            | *          |
| Acetat        | 143 °C     | *          |
| Akrylfiber    | 135 °C     |            |
| Lycra/Spandex | 135 °C     |            |
| Nylon 6.6     | 135 °C     |            |